# Wammerd
Wammerd (Fries: Wammert) is een buurtschap in de gemeente Leeuwarden, in de Nederlandse provincie Friesland. Wammerd ligt ten tussen van Oosterlittens en Wieuwerd aan de Wammert, ten oosten van de N384.
In 1493 werd de plaats vermeld als Wammert, in 1543 als Hoammert, in 1718 als Wammert en in 1861 als Wammerd. De plaats verwijst mogelijk naar een terp van de persoon Wamme. Een andere mogelijke betekenis van het eerste deel is slecht, of hoek.

## Openbaar vervoer
- Streekbus 35: Sneek - Scharnegoutum - Bozum - Wieuwerd - Britswerd - Wammerd - Oosterlittens - Baard - Winsum - Welsrijp - Westerend - Tzum - Franeker

Steden, dorpen en gehuchten: Aegum · Baard · Beers · Britsum · Cornjum · Finkum · Friens · Goutum · Grouw · Hempens · Hijlaard · Hijum · Huins · Idaard · Irnsum · Jellum · Jelsum · Jorwerd · Leeuwarden · Lekkum · Lions · Mantgum · Miedum · Oosterlittens · Oude Leije · Roordahuizum · Snakkerburen · Stiens · Swichum · Teerns · Warstiens · Wartena · Warga · Weidum · Wirdum · Wytgaard

Buurtschappen: Abbengawier · Angwier · Baardburen · Bartlehiem (deels) · Barrahuis · De Hem · Domwier · Fons · Groote Bontekoe · Gotum · Hezens · Horne · Hofland · Hoptille · Marwird · Midsburen · Naarderburen · Noordend · Oude Schouw (deels) · Poelhuizen · Rewerd (deels) · Schillaard · Schrins · Tichelwerk · Tjaard · Tjeintgum · Truurd · Tsienzerburen · Vensterburen · Vierhuis · Vrouwbuurtstermolen (deels) · Wammerd · Wiel · Wieuwens · Wilaard · Zuiderburen · Zuiderend

Voormalige buurtschappen: De Drie Romers · Hoek

Friesland: Steden en dorpen      Nederland: Provincies · Gemeenten